# پرنده رسا
پرندهٔ رَسا (نام علمی: Telophorus zeylonus) نام یک گونه از تیره سنگ‌چشم بیشه است.
پرنده رسا سوت‌های مختلفی با صدای بلند می‌زند.